# In Salah
In Salah (en idioma árabe, عين صالح), también llamada Aïn Salah, I-n-Salah o 'Ayn Şalih, es una ciudad-oasis en el centro de Argelia, que una vez fue un vínculo comercial importante de la ruta trans-sahariana de caravanas. Según el censo de 2008, tiene una población de 32 518 habitantes. En el área que rodea In Salah se ubican algunos de las más grandes reservas de petróleo y gas de Argelia, como así también sus plantas de procesamiento. El pueblo está situado en el corazón de la región del desierto del Sahara, al norte de África. El nombre In Salah proviene del término "buen manantial", aunque el agua es conocida por su sabor salado, más bien desagradable.

## Clima

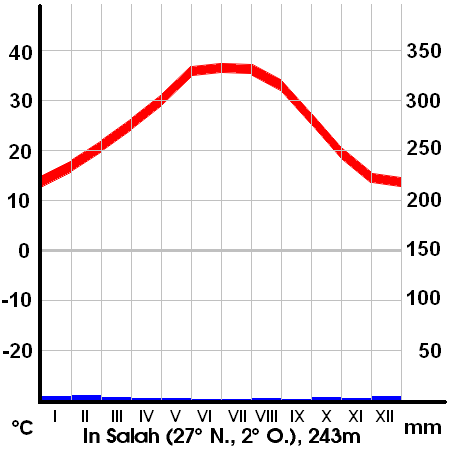
Diagrama climático de In Salah

La región del desierto del Sahara argelino tiene un clima prácticamente carente de toda lluvia. En promedio, In Salah recibe menos de 20 mm anuales de precipitaciones (ver diagrama climático de In Salah). Las temperaturas de verano son consistentemente altas –con índices térmicos que llegan a niveles extremos durante cuatro meses del año–, pero las temperaturas por la noche son lo suficientemente bajas como para resultar tolerables. Las noches de invierno pueden ser frías y las heladas no son desconocidas, pero los días son cálidos y soleados.
Durante el verano, la región del Sahara argelino es fuente de mucho calor y de viento polvoriento, llamado siroco. Este viento muy fuerte recorre las planicies del norte de Argelia en pulsos que duran alrededor de 1-4 días. El siroco causa condiciones de sequía a lo largo de la costa norte de África. Mucha gente atribuye problemas de salud al siroco, debido al calor y al polvo a lo largo de las regiones costeras de África. El polvo que el siroco lleva en suspensión puede causar abrasión en instrumentos mecánicos y penetrar en los edificios. El viento, con velocidades máximas de casi 100 km por hora (55 nudos), se produce generalmente durante el otoño y la primavera. Alcanza sus máximos en marzo y noviembre cuando es muy cálido.

## Transporte
In Salah dispone de un aeropuerto situado 7 km al norte de esta villa.